# 234 f.Kr.

## Händelser

### Efter plats

#### Grekland
- Epiriska alliansen ersätts av Epiriska förbundet, som är en federal stat med eget parlament (synedrion).
- Staden Pleuron förstörs av Demetrios II.
- Efter Lydiades avgång går Megalopolis med i Akaiska förbundet.

#### Romerska republiken
- Korsika, Sardinien och Ligurien gör misslyckade uppror mot det romerska styret.

#### Kina
- 100 000 Zhaosoldater dödas i slaget vid Pingyang.
- Ch'in Shin Haung Ti (kung Cheng) börjar ena Kina.
- Byggandet av kinesiska muren inleds.

#### Indien
- Det tredje buddhistiska konciliet (Sangayana) hålls i Patna i Indien.

## Födda
- Marcus Porcius Cato (Cato den äldre), romersk statsman, (död 149 f.Kr.)
- Mete Khan, Xiongnukejsare, (död 174 f.Kr.)

## Avlidna
- Parnazavi av Iberien, kung av Georgien
- Zenodotos från Efesos, den förste bibliotekarien vid biblioteket i Alexandria